# Эдди, Хелен Джером
Хе́лен Джеро́м Э́дди (англ. Helen Jerome Eddy; 25 февраля 1897, Нью-Йорк, Нью-Йорк — 27 января 1990, Алхамбра, Калифорния) — американская характерная киноактриса, две трети карьеры которой пришлись на эпоху немого кино.

## Биография
Хелен Джером Эдди родилась 25 февраля 1897 года в Нью-Йорке, но выросла в Лос-Анджелесе (Калифорния). Ещё будучи подростком начала играть в театре «Пасадина» (город Пасадина). Заинтересовалась кинематографом, когда неподалёку от её дома киностудия Зигмунда Любина возвела «городок декораций». В 1914 году 17-летняя Эдди принесла на студию свой киносценарий, но он был отвергнут продюсерами. Однако их привлекла внешность девушки, и они предложили ей попробовать себя в качестве киноактрисы. Так с 1915 года началась её карьера, которая продолжалась четверть века. За это время Эдди снялась в 130 фильмах (в 18 из них без указания в титрах, 18 из них были короткометражными). Некоторое время поработав на студию Любина, девушка перешла на работу в Paramount Pictures. Амплуа — благородные героини: итальянки, француженки, турчанки, девушки из Бауэри, кухарки. Со второй половины 1930-х годов актрисе стали давать всё меньше ролей, в большинстве своём эпизодических и без указания в титрах. В итоге, неудовлетворённость жалованьем привела Эдди к тому, что в 1940 году она покинула кино, лишь ещё раз появившись в эпизодической роли без указания в титрах в картине 1947 года «Тайная жизнь Уолтера Митти».
Окончив кинокарьеру, Эдди начала работать в сфере недвижимости в Пасадине, также изредка играла роли в театрах.
Хелен Джером Эдди скончалась 27 января 1990 года в городе Алхамбра (Калифорния) от сердечной недостаточности, не дожив месяца до своего 93-го дня рождения. Эдди никогда официально не была замужем и не оставила после себя детей.

## Избранная фильмография

### В титрах указана
- 1916 — Языки людей[англ.] / The Tongues of Men — Винифред Лидс
- 1916 — Мадам Президент[англ.] / Madame la Presidente — Дэниз Галипо
- 1916 — Кодекс Марсии Грей[англ.] / The Code of Marcia Gray — дочь Эда Крейна
- 1916 — Сын её отца[англ.] / Her Father's Son — Бетти Флетчер
- 1917 — Потерянный в пути[англ.] / Lost in Transit — Найта Лейпи
- 1917 — Ребекка с фермы Саннибрук / Rebecca of Sunnybrook Farm — Ханна Рэнделл
- 1918 — Жюль крепкий сердцем[англ.] / Jules of the Strong Heart — Джой Фарнсуорт
- 1918 — Дух 17-го года[англ.] / The Spirit of '17 — Сьюзан Брэнд
- 1918 — Ещё один американец[англ.] / One More American — Лючия
- 1918 — Впереди буруны[англ.] / Breakers Ahead — Аньес Боумен, морячка
- 1918 — Новые жёны в обмен на старых[англ.] / Old Wives for New — Норма Мёрдок
- 1919 — Поворот на дороге[англ.] / The Turn in the Road — Джейн Баркер
- 1919 — Человек внизу[англ.] / The Man Beneath — Кейт Эрскайн
- 1919 — Очень хороший молодой человек[англ.] / A Very Good Young Man — Оспри Бахус
- 1919 — Человек из «Тонга»[англ.] / The Tong Man — Сен Чи
- 1920 — Поллианна / Pollyanna — Нэнси Тинг, горничная
- 1920 — Окружная ярмарка[англ.] / The County Fair — Салли Гринуэй
- 1923 — Деревенский парень[англ.] / The Country Kid — Хейзел Уоррен
- 1925 — Тёмный ангел[англ.] / The Dark Angel — мисс Ботлс
- 1926 — Камилла[англ.] / Camille — служанка Камиллы
- 1927 — Достойная улица[англ.] / Quality Street — Сьюзан Троссел
- 1928 — Чикаго после полуночи[англ.] / Chicago After Midnight — миссис Бойд
- 1929 — Божественная леди / The Divine Lady — леди Нельсон[англ.]
- 1930 — Военная медсестра[англ.] / War Nurse — Мэриан «Канзас»
- 1930 — Достать до Луны[англ.] / Reaching for the Moon — секретарша
- 1931 — Великий луг[англ.] / The Great Meadow — Салли Толливер
- 1931 — Девушки требуют восхищения[англ.] / Girls Demand Excitement — Газилла Перкинс
- 1931 — Скиппи / Skippy — миссис Уэйн
- 1931 — ? / Sooky — миссис Уэйн
- 1931 — Мата Хари / Mata Hari — сестра Женевьева
- 1932 — Сделай меня звездой[англ.] / Make Me a Star — Тесси Кирнс
- 1932 — Мадам Баттерфляй[англ.] / Madame Butterfly — мать Чио-Чио-сан
- 1932 — Горький чай генерала Йена / The Bitter Tea of General Yen — мисс Рид
- 1932 — Фриско Дженни[англ.] / Frisco Jenny — Ама
- 1933 — Сентиментальная певица[англ.] / Torch Singer — мисс Сполдинг
- 1933 — Ночной полёт[англ.] / Night Flight — беспокоящаяся мать
- 1934 — Быстрина[англ.] / Riptide — Селеста
- 1934 — Девушка из Лимберлоста[англ.] / A Girl of the Limberlost — Маргарет Синтон
- 1935 — Выстрел в темноте[англ.] / A Shot in the Dark — мисс Лотти Кейс
- 1935 — Девушка с 10-й авеню[англ.] / The Girl from 10th Avenue — мисс Мэнсфилд
- 1935 — Пчеловод[англ.] / The Keeper of the Bees — Присцилла / Коротышка
- 1936 — Энни с Клондайка[англ.] / Klondike Annie — сестра Энни Олден
- 1936 — Сельский доктор[англ.] / The Country Doctor — миссис Огден
- 1936 — Зима на пороге[англ.] / Winterset — Мария Романья
- 1936 — Безбилетник[англ.] / Stowaway — миссис Крюкшанк
- 1939 — Блондинка воспитывает малыша[англ.] / Blondie Brings Up Baby — мисс Фергюсон, директор школы
- 1940 — Играйте, музыканты[англ.] / Strike Up the Band — миссис Брюстер

### В титрах не указана
- 1929 — Светский разговор[англ.] / Small Talk — новая мать Хрипуна (к/м)
- 1931 — Манхэттенский парад[англ.] / Manhattan Parade — секретарша
- 1933 — Крепость Человека[англ.] / Man's Castle — мать
- 1934 — Доктор Моника[англ.] / Dr. Monica — мисс Гелси
- 1935 — Невеста Франкенштейна / Bride of Frankenstein — жена цыгана
- 1936 — Плавучий театр / Show Boat — репортёр, берущая интервью на репетиции
- 1936 — Сад Аллаха[англ.] / The Garden of Allah — монахиня
- 1937 — Солдат и леди[англ.] / The Soldier and the Lady — жена пастуха
- 1938 — Преступный круг[англ.] / Crime Ring — миссис Майлс
- 1939 — Хорошие девочки едут в Париж[англ.] / Good Girls Go to Paris — хозяйка чайной комнаты
- 1939 — Мистер Смит едет в Вашингтон / Mr. Smith Goes to Washington — секретарша
- 1947 — Тайная жизнь Уолтера Митти / The Secret Life of Walter Mitty — продавщица нижнего белья

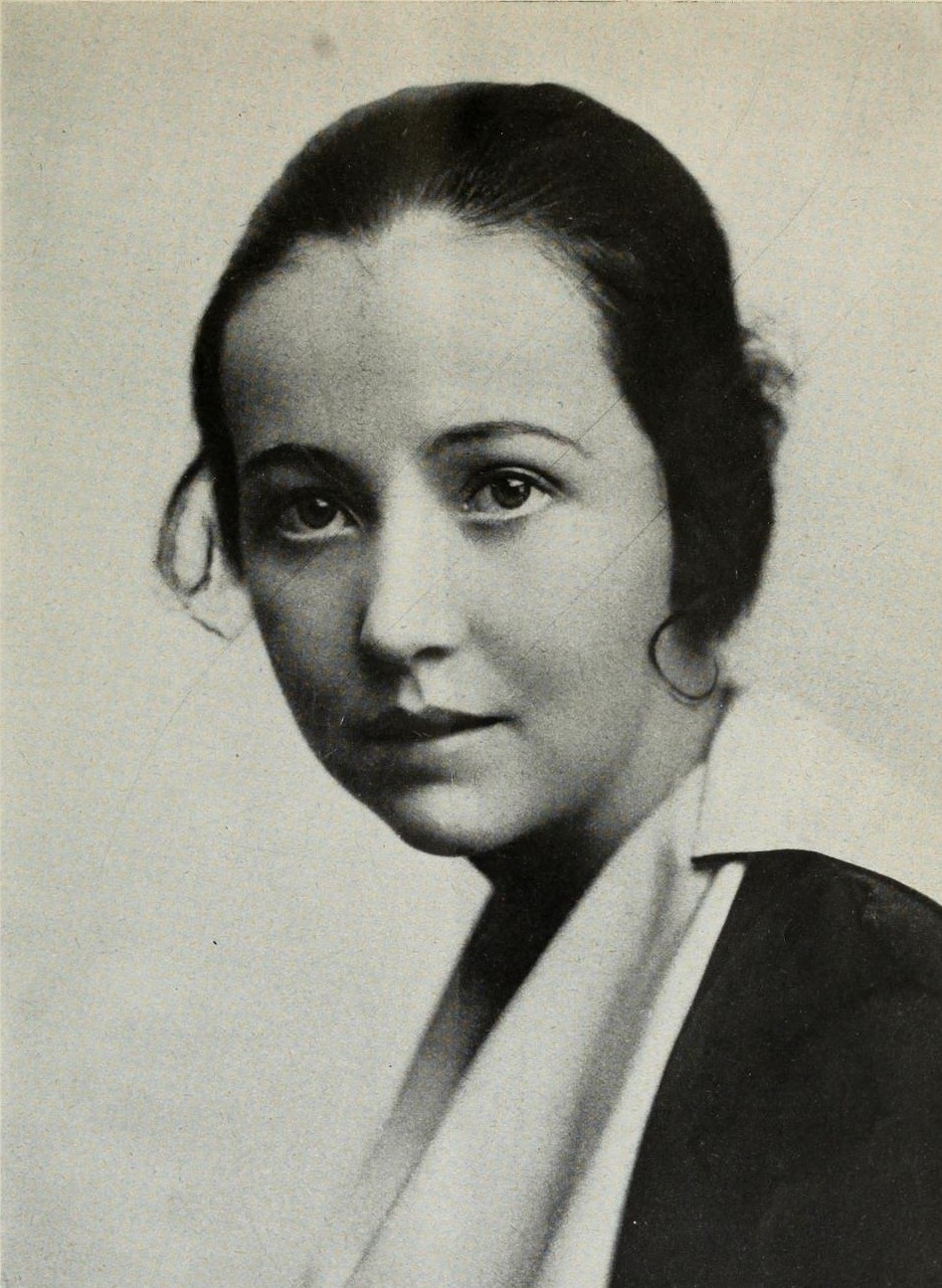
В журнале Photoplay, февраль 1917
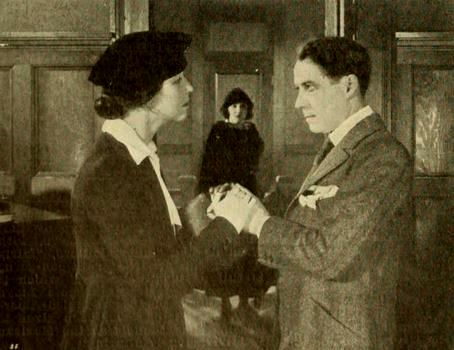
С Генри Вольтхоллом в фильме «Бумеранг» (1919)
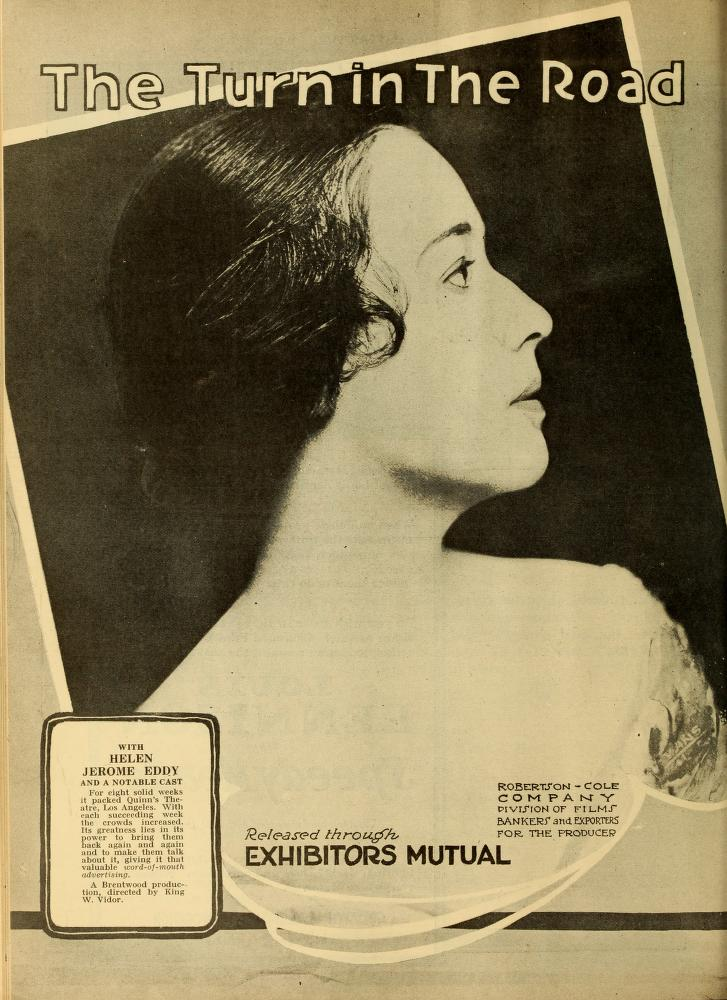
В рекламе фильма «Поворот на дороге[англ.]» (1919)
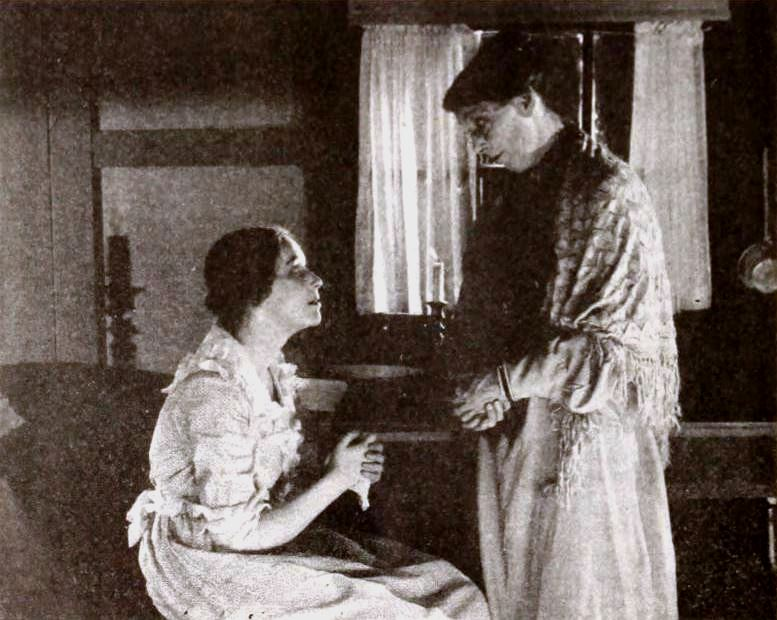
С Эдит Чепмен (справа) в фильме «Окружная ярмарка[англ.]» (1920)
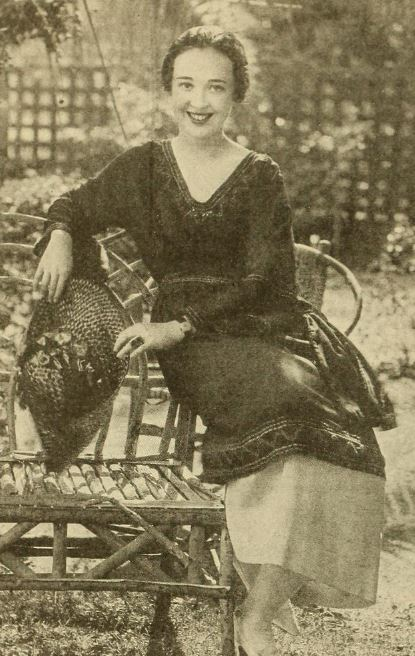
В журнале Photoplay, апрель 1921
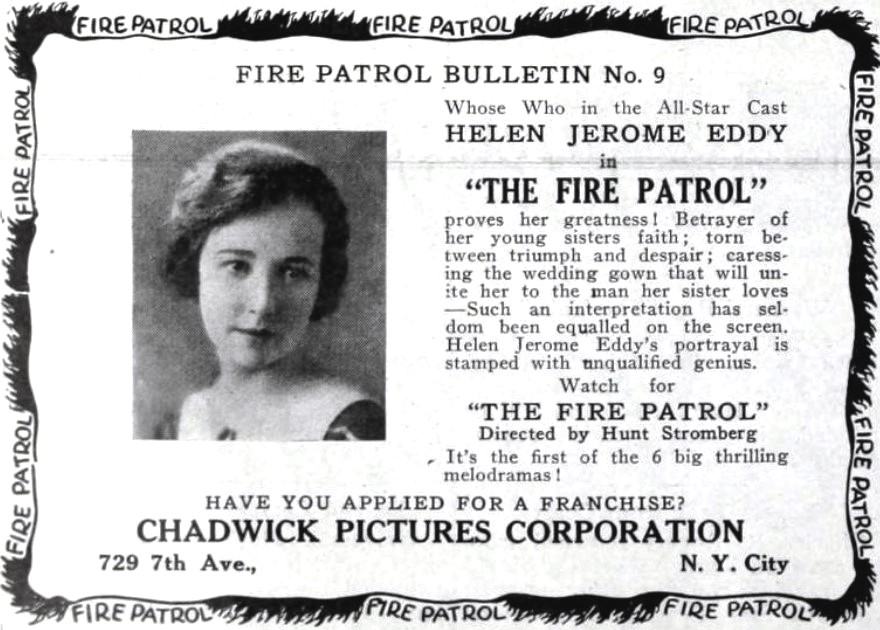
В рекламе фильма «Пожарный патруль» (1924)